# Pierre Paul Nicolas Henrion de Pansey
Pierre Paul Nicolas Henrion de Pansey (28. března 1742, Tréveray – 23. dubna 1829, Paříž) byl francouzský právník, politik a ministr spravedlnosti do roku 1814. Byl jedním z předsedů kasačního dvora.

## Život
Narodil se 28. března roku 1742 v Tréveray v Lotrinsku. Pocházel ze zámožné rodiny. Vystudoval obor právo na univerzitě Pont-à-Mousson. Roku 1762 se přestěhoval z Tréveray do Paříže. Ve studiu práva i nadále pokračoval, neboť se chtěl stát odborníkem právě v jurisprudenci.
Později mu francouzský vojevůdce a císař Napoleon Bonaparte udělil titul barona.
Roku 1822 vydal Pierre publikaci s názvem Du pouvoir Municipal et des Biens communaux.  V následujících letech pokračoval ve vydávání publikací o právu, které se zanedlouho staly významnými, zatímco předsedal kasačnímu soudu.  Zemřel roku 1829 v Paříži. Byl pohřben na hřbitově Montparnasse.

## Seznam publikací
- Traité des fiefs de Dumoulin, analysé et conféré avec les autres feudistes.
- De la compétence des juges de paix 2e edition
- De l'autorité judiciaire dans les gouvernements monarchiques
- De l'autorité judiciaire en France
- Des Assemblées nationales en France, depuis l'établissement de la monarchie jusqu'en 1614, par M. le président Henrion de Pansey
- Des biens communaux et de la police rurale et forestière
- Des pairs de France et de l'ancienne constitution françoise
- Dissertations féodales, par M. Henrion de Pansey...
- Du pouvoir municipal et de la police intérieure des communes
- Du Pouvoir municipal, de sa nature, de ses attributions et de ses rapports avec l'autorité judiciaire
- Du Régime des bois communaux selon le nouveau Code forestier, pour servir de supplément au Traité des biens communaux
- Oeuvres judiciaires du président Henrion de Pansey, annotées par une société de jurisconsultes... Avec une notice biographique par M. Rozet
- Un mot sur le contentieux du Conseil d'État, entretien de M. le premier président Henrion de Pansey... publié par M. Cotelle